# Enos falerina
Enos falerina is een vlinder uit de familie van de Lycaenidae. De wetenschappelijke naam van de soort werd als Thecla falerina in 1867 gepubliceerd door William Chapman Hewitson.